# Sangalopsis decipiens
Sangalopsis decipiens är en fjärilsart som beskrevs av Thierry-mieg 1905. Sangalopsis decipiens ingår i släktet Sangalopsis och familjen mätare. Inga underarter finns listade.